# Élections législatives de 2024 en Tarn-et-Garonne
Les élections législatives françaises de 2024 en Tarn-et-Garonne se déroulent les 30 juin et 7 juillet 2024. Dans le département, deux députés sont à élire dans le cadre de deux circonscriptions, à la suite de la dissolution de l'Assemblée nationale par Emmanuel Macron.
Le choix de cette dissolution est pris après la défaite de la liste Renaissance aux élections européennes qui ont eu lieu le 9 juin 2024.

## Contexte
| Circonscription | RN      | ENS     | PS - PP | LFI    | LR     |
| --------------- | ------- | ------- | ------- | ------ | ------ |
| Circonscription |         |         |         |        |        |
| 1re             | 35,09 % | 11,22 % | 14,88 % | 7,54 % | 6,18 % |
| 2e              | 42,42 % | 10,11 % | 11,89 % | 4,55 % | 5,00 % |

## Système électoral
Les élections législatives ont lieu au scrutin uninominal majoritaire à deux tours dans des circonscriptions uninominales.
Est élu au premier tour le candidat qui réunit la majorité absolue des suffrages exprimés et un nombre de voix au moins égal au quart des électeurs inscrits dans la circonscription, soit 25 %. Si aucun des candidats ne satisfait ces conditions, un second tour est organisé entre les candidats ayant réuni un nombre de voix au moins égal à un huitième des inscrits, soit 12,5 %. Les deux candidats arrivés en tête du 1er tour se maintiennent néanmoins par défaut si un seul ou aucun d'entre eux n'a atteint ce seuil. Au second tour, le candidat arrivé en tête est déclaré élu,.
Le seuil de qualification basé sur un pourcentage du total des inscrits et non des suffrages exprimés rend plus difficile l'accès au second tour lorsque l'abstention est élevée. Le système permet en revanche l'accès au second tour de plus de deux candidats si plusieurs d'entre eux franchissent le seuil de 12,5 % des inscrits. Les candidats en lice au second tour peuvent ainsi être trois, un cas de figure appelé « triangulaire ». Les second tours où s'affrontent quatre candidats, appelés « quadrangulaire » sont également possibles, mais beaucoup plus rares,.

### Partis et nuances
Les résultats des élections sont publiés en France par le ministère de l'Intérieur, qui classe les partis en leur attribuant des nuances politiques. Ces dernières sont décidées par les préfets, qui les attribuent indifféremment de l'étiquette politique déclarée par les candidats, qui peut être celle d'un parti ou une candidature sans étiquette.
Seuls le Parti communiste français (COM), La France insoumise (FI), le Parti socialiste (SOC), le Parti radical de gauche (RDG), Les Écologistes (VEC), Renaissance (RE), le Mouvement démocrate (MDM), Horizons (HOR), l'Union des démocrates et indépendants (UDI), Les Républicains (LR), le Rassemblement national (RN) et Reconquête (REC) se voient attribuer en 2024 des nuances propres. Les coalitions Ensemble et Nouveau front populaire, ainsi que les candidats de l'alliance LR-Ciotti-RN, en bénéficient également indirectement, les nuances Ensemble ! (Majorité présidentielle) (ENS), Union de la gauche (UG) et Union de l'extrême-droite (UXD) étant attribuables aux candidats bénéficiant respectivement du soutien de deux partis du centre, de deux partis de gauche ou de deux partis d'extrême-droite,.
Tous les autres partis se voient attribuer l'une ou l'autre des nuances suivantes : EXG (extrême gauche), DVG (divers gauche), ECO (écologiste), REG (régionaliste), DVC (divers centre), DVD (divers droite), DSV (droite souverainiste) et EXD (extrême droite). Des partis comme Debout la France ou Lutte ouvrière ne disposent ainsi pas de nuances propres, et leurs résultats nationaux ne sont pas publiés séparément par le ministère, car mélangés avec d'autres partis (respectivement dans les nuances DSV et EXG).

## Campagne

### Débats

#### Débats du premier tour
Un débat organisé et diffusé sur France Bleu et France 3 Occitanie oppose le 19 juin 2024 quatre candidats de la première circonscription du Tarn-et-Garonne : la député sortante Valérie Rabault, la maire de Montauban Brigitte Barèges, la candidate de la majorité présidentielle Catherine Simonin et Richard Blanco (Lutte ouvrière), où se présentent aussi Alain Bru (sans étiquette) et Jean-François Grilhault des Fontaines (Solidarité et progrès).
Brigitte Barèges, candidate du parti Les Républicains, a renouvelé son soutien à Éric Ciotti, président du parti contesté en interne depuis l'annonce de son alliance avec le Rassemblement national. Le débat voit rapidement la formation d'un duel entre cette dernière et la député sortante Valérie Rabault, membre du Parti socialiste constitutif du Nouveau Front populaire, notamment sur les sujets de la sécurité et de l'immigration.

#### Débats du second tour
CFM Radio organise un débat dans chacune des deux circonscriptions du département pour le second tour. Le débat de la deuxième circonscription se déroule le 2 juillet et confronte la député sortante Marine Hamelet (RN) à Claudie Chrétien (LFI - NFP) et celui de la première circonscription le 4 juillet avec Brigitte Barèges (LR - RN) et Valérie Rabault (PS - NFP).
Deux syndicats agricoles, la Fédération départementale des syndicats d’exploitants agricoles (FDESA) et les Jeunes Agriculteurs de Tarn-et-Garonne, organisent le 3 juillet un débat réunissant les candidates qualifiées pour le second tour dans les deux circonscriptions du département. Le débat porte spécifiquement sur les questions de l'agriculture, de la gestion de l'eau et de l'alimentation.

## Élus
| Circonscription | Député sortant  | Parti | Parti | Groupe | Député élu ou réélu | Parti | Parti | Groupe |
| --------------- | --------------- | ----- | ----- | ------ | ------------------- | ----- | ----- | ------ |
| 1re             | Valérie Rabault |       | PS    | SOC    | Brigitte Barèges    |       | RÀD   | AD!    |
| 2e              | Marine Hamelet  |       | RN    | RN     | Marine Hamelet      |       | RN    | RN     |

## Résultats

### Résultats à l'échelle du département

#### Résultats par coalition
| Parti                                       | Parti                                       | Parti                         | Premier tour | Premier tour | Premier tour | Second tour   | Second tour   | Second tour | Total Sièges  | +/-           |
| Parti                                       | Parti                                       | Parti                         | Voix         | %            | Sièges       | Voix          | %             | Sièges      | Total Sièges  | +/-           |
| ------------------------------------------- | ------------------------------------------- | ----------------------------- | ------------ | ------------ | ------------ | ------------- | ------------- | ----------- | ------------- | ------------- |
|                                             |                                             | Rassemblement national (RN)   | 32 578       | 25,16        | 0            | 37 015        | 30,00         | 1           | 1             | en stagnation |
|                                             | Républicains à droite (RÀD)                 | 27 772                        | 21,45        | 0            | 32 394       | 26,25         | 1             | 1           | Nv            |               |
| Total Rassemblement national et alliés (RN) | Total Rassemblement national et alliés (RN) | 60 350                        | 46,61        | 0            | 69 409       | 56,25         | 2             | 2           | 1             |               |
|                                             |                                             | Parti socialiste (PS)         | 23 271       | 17,97        | 0            | 30 813        | 24,97         | 0           | 0             | 1             |
|                                             | La France insoumise (LFI)                   | 12 286                        | 9,49         | 0            | 23 166       | 18,77         | 0             | 0           | en stagnation |               |
| Total Nouveau Front populaire (NFP)         | Total Nouveau Front populaire (NFP)         | 35 557                        | 27,46        | 0            | 53 979       | 43,75         | 0             | 0           | 1             |               |
|                                             |                                             | Horizons (HOR)                | 10 335       | 7,98         | 0            |               |               |             | 0             | en stagnation |
|                                             | Renaissance (RE)                            | 9 791                         | 7,56         | 0            | 0            | en stagnation |               |             |               |               |
| Total Ensemble pour la République (ENS)     | Total Ensemble pour la République (ENS)     | 20 126                        | 15,54        | 0            | 0            | en stagnation |               |             |               |               |
|                                             | Parti radical de gauche (PRG)               | Parti radical de gauche (PRG) | 9 952        | 7,69         | 0            | 0             | en stagnation |             |               |               |
|                                             | Lutte ouvrière (LO)                         | Lutte ouvrière (LO)           | 1 969        | 1,52         | 0            | 0             | en stagnation |             |               |               |
|                                             | Solidarité et progrès (S&P)                 | Solidarité et progrès (S&P)   | 769          | 0,59         | 0            | 0             | en stagnation |             |               |               |
|                                             |                                             | Alliance centriste (AC)       | 439          | 0,34         | 0            | 0             | Nv            |             |               |               |
| Total Le Centre (LC)                        | Total Le Centre (LC)                        | 439                           | 0,34         | 0            | 0            | Nv            |               |             |               |               |
|                                             |                                             | Changement citoyen (CC)       | 310          | 0,24         | 0            | 0             | Nv            |             |               |               |
| Total Coalition citoyenne (CC)              | Total Coalition citoyenne (CC)              | 310                           | 0,24         | 0            | 0            | Nv            |               |             |               |               |
|                                             |                                             |                               |              |              |              |               |               |             |               |               |
| Suffrages exprimés                          | Suffrages exprimés                          | Suffrages exprimés            | 129 472      | 96,10        |              | 123 388       | 91,48         |             |               |               |
| Votes blancs                                | Votes blancs                                | Votes blancs                  | 3 565        | 2,65         | 8 123        | 6,02          |               |             |               |               |
| Votes nuls                                  | Votes nuls                                  | Votes nuls                    | 1 689        | 1,25         | 3 360        | 2,49          |               |             |               |               |
| Total                                       | Total                                       | Total                         | 134 726      | 100          | 0            | 134 871       | 100           | 2           | 2             | en stagnation |
| Abstention                                  | Abstention                                  | Abstention                    | 55 892       | 29,32        |              | 55 751        | 29,25         |             |               |               |
| Inscrits/Participation                      | Inscrits/Participation                      | Inscrits/Participation        | 190 618      | 70,68        | 190 622      | 70,75         |               |             |               |               |

#### Résultats par nuance
| Nuance                 | Nuance                    | Nuance                 | Premier tour | Premier tour | Premier tour | Second tour | Second tour   | Second tour | Total Sièges | +/-           |  |
| Nuance                 | Nuance                    | Nuance                 | Voix         | %            | Sièges       | Voix        | %             | Sièges      | Total Sièges | +/-           |  |
| ---------------------- | ------------------------- | ---------------------- | ------------ | ------------ | ------------ | ----------- | ------------- | ----------- | ------------ | ------------- |  |
|                        | Union de la gauche        | UG                     | 35 557       | 27,46        | 0            | 53 979      | 43,75         | 0           | 0            | 1             |  |
|                        | Rassemblement national    | RN                     | 32 578       | 25,16        | 0            | 37 015      | 30,00         | 1           | 1            | en stagnation |  |
|                        | Union de l'extrême droite | UXD                    | 27 772       | 21,45        | 0            | 32 394      | 26,25         | 1           | 1            | Nv            |  |
|                        | Ensemble                  | ENS                    | 20 126       | 15,54        | 0            |             |               |             | 0            | en stagnation |  |
|                        | Parti radical de gauche   | RDG                    | 9 952        | 7,69         | 0            | 0           | en stagnation |             |              |               |  |
|                        | Extrême gauche            | EXG                    | 1 969        | 1,52         | 0            | 0           | en stagnation |             |              |               |  |
|                        | Divers                    | DIV                    | 769          | 0,59         | 0            | 0           | en stagnation |             |              |               |  |
|                        | Divers centre             | DVC                    | 439          | 0,34         | 0            | 0           | Nv            |             |              |               |  |
|                        | Régionaliste              | REG                    | 310          | 0,24         | 0            | 0           | en stagnation |             |              |               |  |
|                        |                           |                        |              |              |              |             |               |             |              |               |  |
| Suffrages exprimés     | Suffrages exprimés        | Suffrages exprimés     | 129 472      | 96,10        |              | 123 388     | 91,48         |             |              |               |  |
| Votes blancs           | Votes blancs              | Votes blancs           | 3 565        | 2,65         | 8 123        | 6,02        |               |             |              |               |  |
| Votes nuls             | Votes nuls                | Votes nuls             | 1 689        | 1,25         | 3 360        | 2,49        |               |             |              |               |  |
| Total                  | Total                     | Total                  | 134 726      | 100          | 0            | 134 871     | 100           | 2           | 2            | en stagnation |  |
| Abstention             | Abstention                | Abstention             | 55 892       | 29,32        |              | 55 751      | 29,25         |             |              |               |  |
| Inscrits/Participation | Inscrits/Participation    | Inscrits/Participation | 190 618      | 70,68        | 190 622      | 70,75       |               |             |              |               |  |

### Cartes

Nuance politique des candidats arrivés en tête dans chaque commune au 1er tour.
Nuance politique des candidats arrivés en tête dans chaque commune au 2e tour.

### Résultats par circonscription

#### Première circonscription
- Députée sortante : Valérie Rabault (Parti socialiste).

| Candidat                 | Candidat                              | Parti et coalition       | Nuance                   | Premier tour | Premier tour | Second tour | Second tour |
| Candidat                 | Candidat                              | Parti et coalition       | Nuance                   | Voix         | %            | Voix        | %           |
| ------------------------ | ------------------------------------- | ------------------------ | ------------------------ | ------------ | ------------ | ----------- | ----------- |
|                          | Brigitte Barèges                      | RÀD (RN)                 | UXD                      | 27 772       | 43,93        | 32 394      | 51,25       |
|                          | Valérie Rabault                       | PS (NFP)                 | UG                       | 23 271       | 36,81        | 30 813      | 48,75       |
|                          | Catherine Simonin-Bénazet             | RE - TdP (ENS)           | ENS                      | 9 791        | 15,49        |             |             |
|                          | Richard Blanco                        | LO                       | EXG                      | 1 178        | 1,86         |             |             |
|                          | Jean-François Grilhault des Fontaines | S&P                      | DIV                      | 769          | 1,22         |             |             |
|                          | Alain Bru                             | AC (LC)                  | DVC                      | 439          | 0,69         |             |             |
|                          |                                       |                          |                          |              |              |             |             |
| Suffrages exprimés       | Suffrages exprimés                    | Suffrages exprimés       | Suffrages exprimés       | 63 220       | 95,62        | 63 207      | 94,66       |
| Votes blancs             | Votes blancs                          | Votes blancs             | Votes blancs             | 2 020        | 3,06         | 2 468       | 3,70        |
| Votes nuls               | Votes nuls                            | Votes nuls               | Votes nuls               | 878          | 1,33         | 1 095       | 1,64        |
| Total                    | Total                                 | Total                    | Total                    | 66 118       | 100          | 66 770      | 100         |
| Abstention               | Abstention                            | Abstention               | Abstention               | 27 306       | 29,23        | 26 653      | 28,53       |
| Inscrits / participation | Inscrits / participation              | Inscrits / participation | Inscrits / participation | 93 424       | 70,77        | 93 423      | 71,47       |

Brigitte Barèges, déjà députée de la circonscription pour l'Union pour un mouvement populaire entre 2002 et 2012, remporte l'élection au 2d tour sous l'étiquette Républicains à droite avec 1 500 voix d'avance sur la députée sortante socialiste et première vice-présidente de l'Assemblée nationale Valérie Rabault, qui était devenue députée en 2012 en la battant. Bien que maire de Montauban, Brigitte Barèges n'obtient dans la ville que 48,12% des suffrages au 2d tour.
|                         |       |       |       |       |       |
| Caussade                | 41,66 | 37,96 | 15,56 | 49,29 | 50,71 |
| Caylus                  | 42,16 | 38,92 | 13,44 | 52,05 | 47,95 |
| Lafrançaise             | 41,01 | 42,16 | 13,56 | 50,25 | 49,75 |
| Molières                | 51,48 | 29,24 | 14,77 | 62,02 | 37,98 |
| Monclar-de-Quercy       | 48,47 | 33,14 | 14,42 | 59,08 | 40,92 |
| Montauban               | 42,13 | 37,21 | 16,70 | 48,12 | 51,88 |
| Montpezat-de-Quercy     | 42,48 | 34,11 | 18,75 | 53,66 | 46,34 |
| Nègrepelisse            | 44,59 | 41,93 | 10,60 | 51,99 | 48,01 |
| Saint-Antonin-Noble-Val | 28,77 | 54,15 | 14,25 | 34,89 | 65,11 |
| Villebrumier            | 43,04 | 36,23 | 15,22 | 53,46 | 46,54 |

#### Deuxième circonscription
- Députée sortante : Marine Hamelet (Rassemblement national).

| Candidat                 | Candidat                 | Parti et coalition       | Nuance                   | Premier tour | Premier tour | Second tour | Second tour |
| Candidat                 | Candidat                 | Parti et coalition       | Nuance                   | Voix         | %            | Voix        | %           |
| ------------------------ | ------------------------ | ------------------------ | ------------------------ | ------------ | ------------ | ----------- | ----------- |
|                          | Marine Hamelet           | RN                       | RN                       | 32 578       | 49,17        | 37 015      | 61,51       |
|                          | Claudie Chrétien         | LFI (NFP)                | UG                       | 12 286       | 18,54        | 23 166      | 38,49       |
|                          | Jules Duffaut            | HOR (ENS)                | ENS                      | 10 335       | 15,60        |             |             |
|                          | Anne Ius                 | PRG                      | RDG                      | 9 952        | 15,02        |             |             |
|                          | Françoise Ratsimba       | LO                       | EXG                      | 791          | 1,19         |             |             |
|                          | Claire Aymes             | CC (CC)                  | REG                      | 310          | 0,47         |             |             |
|                          |                          |                          |                          |              |              |             |             |
| Suffrages exprimés       | Suffrages exprimés       | Suffrages exprimés       | Suffrages exprimés       | 66 252       | 96,57        | 60 181      | 88,37       |
| Votes blancs             | Votes blancs             | Votes blancs             | Votes blancs             | 1 545        | 2,25         | 5 655       | 8,30        |
| Votes nuls               | Votes nuls               | Votes nuls               | Votes nuls               | 811          | 1,18         | 2 265       | 3,33        |
| Total                    | Total                    | Total                    | Total                    | 68 608       | 100          | 68 101      | 100         |
| Abstention               | Abstention               | Abstention               | Abstention               | 28 586       | 29,41        | 29 098      | 29,94       |
| Inscrits / participation | Inscrits / participation | Inscrits / participation | Inscrits / participation | 97 194       | 70,59        | 97 199      | 70,06       |

Marine Hamelet, la députée sortante Rassemblement national, frôle au 1er tour la réélection, avant de l'emporter largement avec plus de 60% des voix au 2d tour face à son adversaire de La France insoumise. Elle arrive en tête dans tous les chefs-lieux de cantons lors des deux tours.
|                           |       |       |       |       |       |       |
| Auvillar                  | 39,96 | 20,70 | 18,84 | 20,29 | 52,42 | 47,58 |
| Beaumont-de-Lomagne       | 45,05 | 14,79 | 17,02 | 21,75 | 58,82 | 41,18 |
| Bourg-de-Visa             | 49,21 | 22,51 | 13,61 | 14,14 | 62,94 | 37,06 |
| Castelsarrasin            | 52,95 | 17,02 | 15,86 | 12,13 | 65,08 | 34,92 |
| Grisolles                 | 41,91 | 23,62 | 17,65 | 14,74 | 53,60 | 46,40 |
| Lauzerte                  | 38,36 | 21,02 | 20,31 | 17,63 | 51,71 | 48,29 |
| Lavit                     | 53,16 | 10,60 | 17,09 | 16,61 | 69,58 | 30,42 |
| Moissac                   | 48,43 | 22,98 | 15,55 | 11,66 | 58,37 | 41,63 |
| Montaigu-de-Quercy        | 46,88 | 20,03 | 17,51 | 14,09 | 59,18 | 40,82 |
| Montech                   | 45,18 | 20,70 | 16,47 | 15,31 | 57,21 | 42,79 |
| Saint-Nicolas-de-la-Grave | 48,07 | 15,97 | 19,26 | 14,07 | 61,45 | 38,55 |
| Valence                   | 45,48 | 17,58 | 14,89 | 19,99 | 57,74 | 42,26 |
| Verdun-sur-Garonne        | 40,38 | 26,54 | 16,88 | 13,92 | 52,36 | 47,64 |

## Suite
Le Conseil constitutionnel déclare le 11 juillet 2025 Brigitte Barèges, la députée Union des droites pour la République de la première circonscription, inéligible pendant un an en raison d'irrégularités dans ses frais de campagne et par conséquent démissionnaire d'office. Une élection législative partielle est donc organisée les 5 et 12 octobre 2025.